# Свакопмунд
Свакопмунд (англ. Swakopmund, нім. Swakopmund, афр. Swakopmund, гереро: Otjozondjii, нама: Tsoakhaub) — місто в Намібії.

## Історія
Першим з європейців район сучасного Свакопмунда відвідав португальський мореплавець Бартоломеу Діаш, який поставив тут на узбережжі падран. В 1793 році у гирлі річки Свакоп висаджувалися голландці. В 1862 році німецька канонерка Вовк (Wolf) підняла над бухтою свій прапор на знак переходу території під заступництво Пруссії. У вересні 1892 року німецький комісар з освоєння Південно-Західної Африки капітан Курт фон Франсуа засновує тут поселення і будує порт для прийняття прибуваючих військ і цивільних переселенців. Німці розширили і поглибили природну гавань Свакопмунду для прийняття великотоннажних суден.
У квітні 1899 році в Свакопмунді вступає в дію міжнародний телеграф. В 1902 році починається будівництво дерев'яного моста через бухту (в 1912 році замінений залізним). В 1902 ж році була запущена перша в колонії залізниця, що з'єднала Свакопмунд і Віндгук. В 1909 році Свакопмунд отримує міський статус. В 1912 році тут починає працювати радіостанція.
З початком Першої світової війни у вересні та жовтні 1914 року місто неодноразово піддавався гарматним обстрілам з боку крейсерів британського флоту. До кінця 1914 року Свакопмунд був зайнятий південноафриканськими військами. З 1919 і по 1990 рік Свакопмунд контролювався ПАР.
10 % населення міста і понині (рік?) Складають намібійські німці — нащадки перших німецьких переселенців.

## Географія і клімат

### Географічні відомості

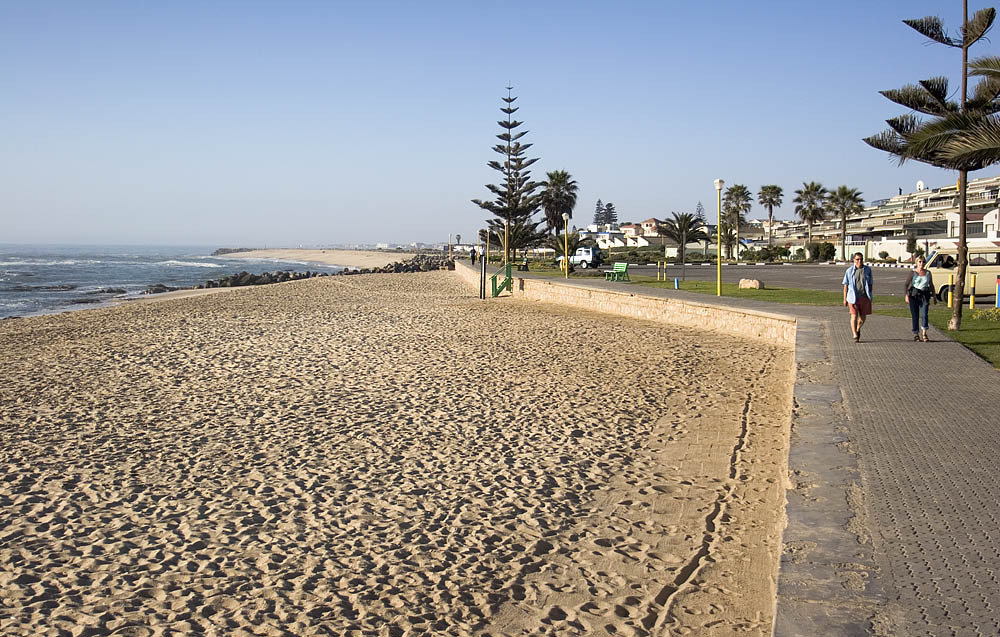
Пляж в межах міста

Місто Свакопмунд розташоване в центральній частині атлантичного узбережжя Намібії, північніше впадання в океан річки Свакоп. На суші місто оточене пісками пустелі Наміб і Берега Скелетів.

### Клімат
Завдяки впливу холодної Бенгельської течії в Свакопмунді панує м'який клімат, що привертає численних туристів і відпочиваючих. Температура протягом доби коливається від + 15 °C до + 25 °C цілий рік. Місто часто жартома називають «найпівденніший курорт Північного моря».
Взаємодією повітряних мас на кордоні холодного океану і розпеченій пустелі пояснюється унікальний клімат міста, який одночасно поєднує в собі риси морського і пустельного. Хоча опадів на рік випадає не більше 20 мм, часті сильні тумани, вологість повітря в нічний час вкрай велика. Місцева флора і фауна пристосувалися до цих незвичайних умов, і велику частину необхідної їм води добувають з роси або прямо з повітря.
Незважаючи на комфортну температуру протягом усього року, туристам не слід забувати про високий рівень інсоляції.

## Туризм

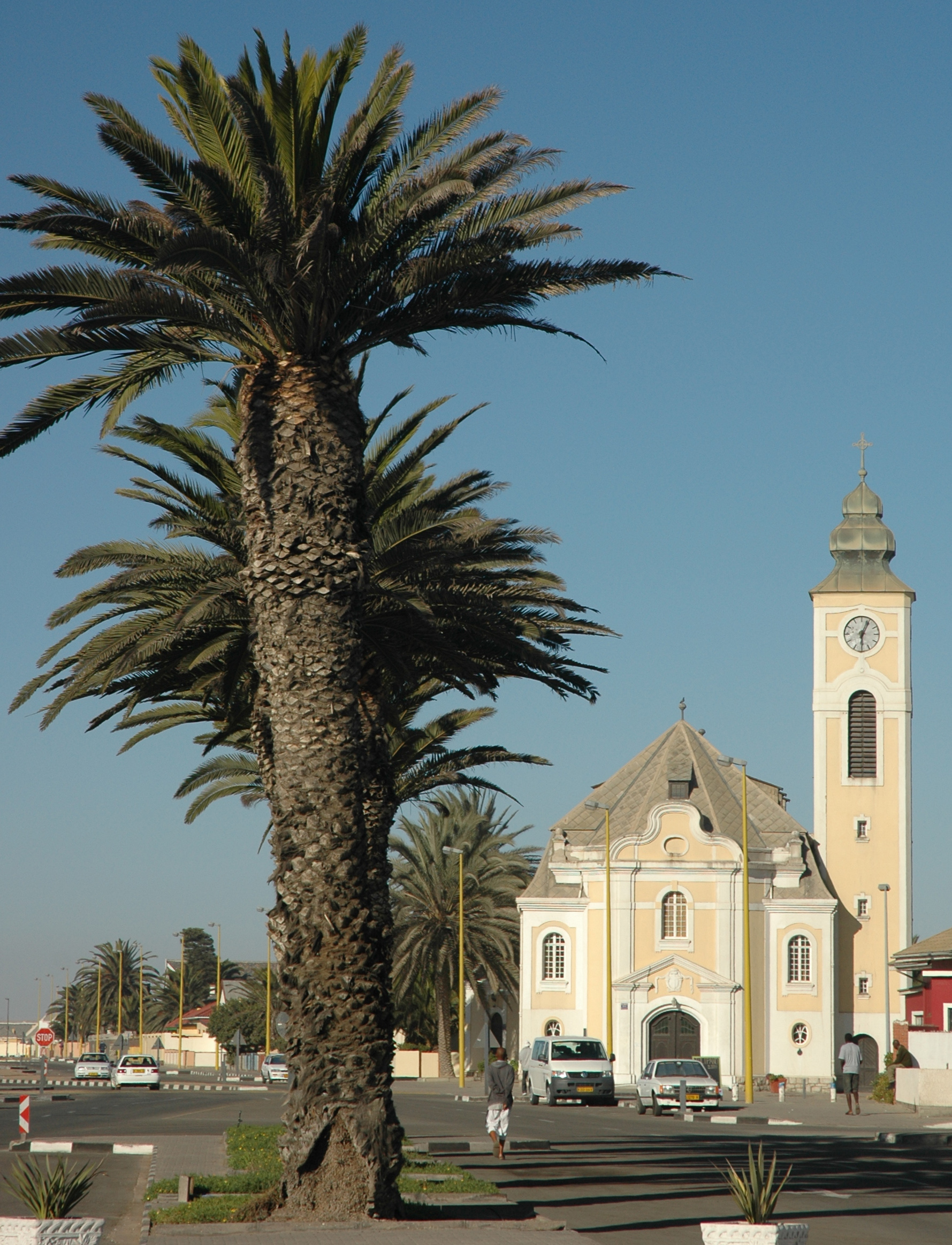
Лютеранська церква

Туризм, поряд з рибальством, є основою економіки міста. Більшість туристів складають європейці, які відвідують Свакопмуд в рамках поїздки по ПАР, а також білі південноафриканці (Свакопмунд пов'язаний щоденними прямими авіарейсами з Кейптауном і Йоганнесбургом).
Крім океану і комфортного клімату, туристів приваблюють величні і незвичайні пейзажі пустелі Наміб і Берега Скелетів. У місті знаходяться декілька туристичних фірм, що пропонують гостям гонки по пустелі на квадроциклах, польоти на дельтапланах, морські екскурсії до колоній котиків і пінгвінів, автомобільні поїздки на Берег Скелетів.
У самому місті багато в чому збереглася атмосфера колоніальних часів, безліч будівель, побудованих німецькою адміністрацією, збереглися до наших днів. Так само вельми цікава місцева кухня, де традиційні німецькі страви готуються з африканських продуктів.
Південноафриканський ранд приймається всюди як платіжний засіб поряд з місцевою валютою за твердим курсом 1:1.

## Транспорт
У Свакопмунді є невеликий муніципальний аеропорт, але регулярні рейси виконуються з розташованого за 30 кілометрів на південь аеропорту Волфіш-Бей (IATA : WVB ICAO : FYWB). З аеропорту здійснюються польоти в Віндгук, Йоганнесбург і Кейптаун.
Свакопмунд пов'язаний з Віндгуком залізничною лінією, по якій двічі на тиждень ходить туристичний поїзд.
Місто з'єднує з рештою країни мережа ґрунтових доріг. Завдяки сухому клімату пустелі Наміб дороги не руйнуються опадами і дозволяють підтримувати швидкість руху понад 100 км/год.

## Пам'ятки
- Міський музей Свакопмунда

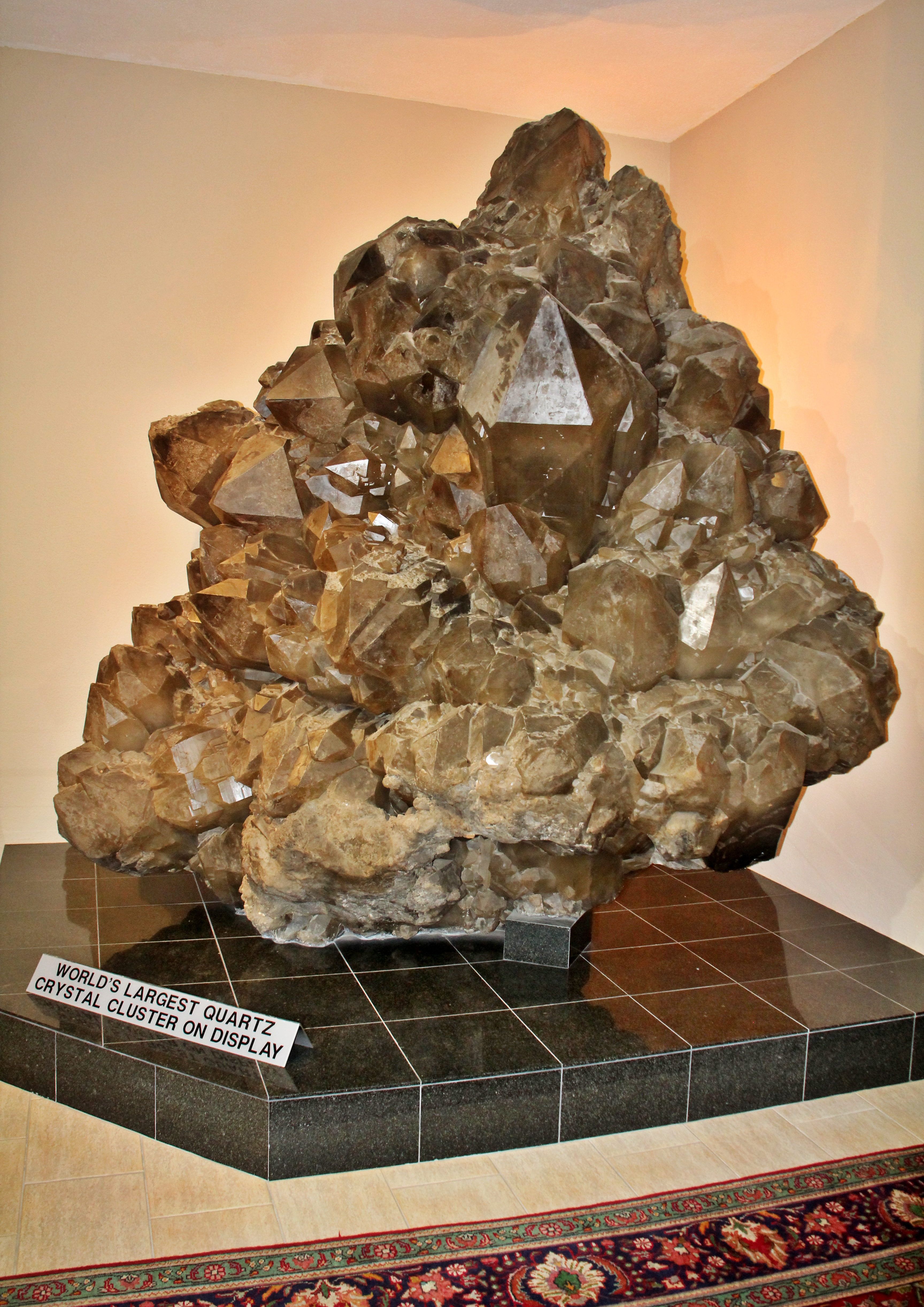
Найбільша у світі друза кристалів кварцу (Міський музей Свакопмунда)

- Шахта Рессінг, найбільший у світі урановий рудник, що знаходиться за 70 км на схід Свакопмунда
- Місячний пейзаж в долині річки Свакоп
- Пустеля Наміб

## Уродженці
- Разундара Тджікузу (* 1979) — намібійський футболіст.

## Міста-побратими
- Шарм-еш Шейх
- Волфіш-Бей
- Окакарара